# San José (La Asunta)
San José ist eine Ortschaft im Departamento La Paz im südamerikanischen Anden-Staat Bolivien.

## Lage im Nahraum
San José ist zentraler Ort des Kanton San José im Municipio La Asunta in der Provinz Sud Yungas. Die Ortschaft liegt auf einer Höhe von 903 m oberhalb des linken Ufers des Río Boopi, der sich aus dem von La Paz aus südwestlicher Richtung her zufließenden Río de la Paz bildet und zum Río Beni hin entwässert.

## Geographie
San José liegt an den Osthängen der bolivianischen Cordillera Central zwischen den Anden-Gebirgsketten der Cordillera Occidental im Westen und der Cordillera de Cocapata im Osten.
Die Jahresdurchschnittstemperatur der Ortschaft liegt bei 23 °C (siehe Klimadiagramm La Asunta), der Jahresniederschlag beträgt etwa 1300 mm. Die Region weist ein ausgeprägtes Tageszeitenklima auf, die Monatsdurchschnittstemperaturen schwanken nur unwesentlich zwischen gut 20 °C im Juni/Juli und 25 °C im November/Dezember. La Asunta weist eine kurze Trockenzeit mit Monatsniederschlägen von 25 mm in den Monaten Juni und Juli auf, in der Feuchtezeit erreichen die Monatswerte bis 200 mm von Dezember bis Februar.

## Verkehrsnetz
San José liegt in einer Entfernung von 237 Straßenkilometern nordöstlich von La Paz, der Hauptstadt des gleichnamigen Departamentos.
Von La Paz führt die asphaltierte Nationalstraße Ruta 3 in östlicher Richtung 60 Kilometer über den Pass La Cumbre bis Unduavi, von dort zweigt die Ruta 25 ab, die als unbefestigte Landstraße weiter in südöstlicher Richtung in 70 Kilometer bis Chulumani führt. Von dort führt eine unbefestigte Straße über Tajma weiter nach Nordosten. Diese Straße entlang des Río Boopi ist immer wieder durch Erdrutsche gefährdet und nicht ganzjährig befahrbar. Nach 87 Kilometern erreicht man La Asunta, von dort führt sie weiter flussabwärts über Charia nach San José, Cotapata und Puerto Rico am Río Boopi.

## Bevölkerung
Die Einwohnerzahl der Ortschaft ist im Jahrzehnt zwischen den letzten beiden Volkszählungen um fast die Hälfte angestiegen:
| Jahr | Einwohner         | Quelle       |
| ---- | ----------------- | ------------ |
| 1992 | keine Detaildaten | Volkszählung |
| 2001 | 333               | Volkszählung |
| 2012 | 451               | Volkszählung |
| 2024 |                   | Volkszählung |

Die Region weist einen relativ hohen Anteil an Aymara-Bevölkerung auf, im Municipio La Asunta sprechen 59,3 Prozent der Bevölkerung Aymara.